# مارک کروساس
مارک کروساس (انگلیسی: Marc Crosas؛ زادهٔ ۹ ژانویهٔ ۱۹۸۸) بازیکن بازنشسته فوتبال اهل اسپانیا است که در پست هافبک دفاعی بازی می‌کرد. وی در حال حاضر تحلیل‌گر فوتبال می‌باشد و در حال حاضر دارای تابعیت مکزیک است.
وی همچنین در تیم‌های ملی فوتبال زیر ۱۷ سال اسپانیا، زیر ۱۹ سال اسپانیا، و زیر ۲۱ سال اسپانیا بازی کرده‌است.